# Carachi
Carachi, Caráchi ou Karachi (em urdu: کراچي; em sindi: ڪراچي) é a cidade mais populosa do Paquistão e a capital da província de Sinde, no sul do país. É o centro financeiro, comercial e portuário do país. Com uma população de cerca de 15,5 milhões de habitantes, é uma das maiores cidades do mundo em termos de população urbana e foi a capital do país entre 1947 e 1959, quando houve a mudança de forma interina para  Rawalpindi até que a atual capital Islamabad fosse totalmente concluída em 1967. Atualmente em termos de população é a 13ª maior aglomeração urbana e é também a 20ª maior área metropolitana no mundo. Carachi é o lugar das principais corporações do Paquistão em quanto a indústria têxtil, Indústria automobilística, entretenimento, arte, moda, publicidade, desenvolvimentos informáticos e investigação médica. É também um dos centros educativos mais importantes da Ásia meridional e do Mundo Islâmico.
A cidade goza de uma posição privilegiada por sua situação geográfica na costa do Mar da Arábia, ao noroeste da desembocadura do rio Indo. É uma das cidades de maior crescimento do mundo e é o principal centro econômico do país e ocupa o posto de maior cidade da Ásia Meridional com uma população de cerca de 20 milhões de pessoas.Além de ter em sua área os dois maiores portos do Paquistão (o Porto de Carachi e o Porto de Muhammad Bin Qasim ).A cidade era um tímido porto comercial indiano quando passou para o domínio britânico em 1843. A população da cidade aumentou drasticamente após a partilha da Índia que forçou centenas de milhares de refugiados da Índia a estabelecer-se na cidade. Desde a sua independência do Reino Unido em 1947, a economia da cidade tem atraído emigrantes e refugiados de todo o país e também de países próximos como por exemplo Irã, Tajiquistão, Mianmar, Sri Lanka, China, Bangladexe e Afeganistão. Possui uma agitada história política, e continua atraindo os buscadores de prosperidade e crescimento de forma constante. O crescimento permanente de Carachi, tentando se estabelecer como uma das cidades mais importantes do mundo, não passa despercebido. Em 2008, o World Cities Study Group and Network (GaWC) do Reino Unido, incluiu Carachi numa lista de cidades classificadas por relevância em economia, cultura, acontecimentos políticos e patrimônio histórico. A cidade foi classificada na mesma categoria de outras áreas metropolitanas do mundo de grande destaque, como Riade, Houston, Lima, Gidá, Dallas e Luxemburgo, tendo ficado acima de outras como Montevideu, Rio de Janeiro, Nicósia e Cidade de Ho Chi Minh.
Carachi estende-se ao longo de 3527 km² de área. É conhecida localmente como "cidade das luzes" (روشنين جو شهر), por sua vivacidade, e como "cidade do Quaid" (شهرِ قائد), já que foi o lugar de nascimento e do enterro do Quaid-e-Azam ("Grande Líder") Muhammad Ali Jinnah, o fundador do Paquistão, que residiu na cidade após a independência paquistanesa.

## História

### História antiga
A área de Carachi era conhecida pelos antigos gregos por muitos nomes: Crócola, o sitio onde Alexandre Magno acampou para preparar uma frota com destino à Babilônia após a campanha no Vale do Indo; 'Morontobara' (provavelmente a ilha de Manora perto do porto de Carachi), desde onde zarpou Nearco, almirante da frota macedônica; e Barbárico, um porto do reino indo-grego de Báctria. Depois foi conhecida pelos árabes como Debal, o ponto de partida de Muhammad bin Qasim e seu exército no 712.
Carachi foi fundada como Kolachi por tribos balúchis de Baluchistão e Macrão que estabeleceram uma pequena comunidade de pescadores na área. Descendentes da comunidade original ainda vivem na área da pequena ilha de Abdullah Goth, localizada próxima do Porto de Carachi. O nome do dito assentamento ainda permanece no nome da famosa localidade de Mai Kolachi, na cidade.
A cidade foi visitada pelo almirante otomano Sidi Ali Reis na década de 1550 e foi mencionada em seu livro Mirat ul Memalik (O Espelho dos Países) em 1557 d. C. A atual cidade começou sua história como um pequeno assentamento pesqueiro quando uma pescadora balúchi chamada Mai Kolachi começou a habitar o lugar e começou sua família. A aldeia que logo cresceria fora de seus limites era conhecida como Kolachi-jo-Goth (Aldeia de Kolachi em hindi). No final do século XVII a aldeia comerciava ao longo do Mar da Arábia com Mascate e com a região do Golfo Pérsico. Um pequeno forte foi construído para protegê-la, provido de canhões importados de Mascate. O forte tinha duas entradas principais: uma virada ao mar, conhecida como Kharra Darwaaza (Porta Salgada, em alusão à água salgada) e outra mirando o rio Lyari, conhecida como Meet'ha Darwaaza (Porta Doce) (Mithadar). A localização de ditas portas corresponde às áreas modernas de Kharadar e Mithadar, respectivamente.
Em 1795 a aldeia se converteu em um domínio do povo balúchi de Talpur. Uma pequena feitoria foi aberta pelos britânicos em setembro de 1799, mas foi fechada um ano depois. Logo após enviar um par de missões exploradores a zona, a Companhia Britânica das Índias Orientais conquistou o local em 3 de fevereiro de 1839 .

### Época colonial
Em 1 de fevereiro de 1839 a cidade foi conquistada quando o navio The Wellesley, dos Estados Unidos, atracou na ilha Manora. Dois dias depois o pequeno forte se rendeu sem opor resistência. O povoado foi logo anexado ao Índia Britânica quando o Indo foi conquistado por Charles James Napier no final da Batalha de Miani, em 17 de fevereiro de 1843.
Carachi se converteu na capital da província de Sinde na década de 1840. Para a partida de Napier foi aderida com o resto de Sinde a Presidência de Bombaim, um movimento que causou um considerável ressentimento de parte dos nativos hindus. Os britânicos eram conscientes da importância da cidade como quartel militar e porto exportador dos produtos da bacia do rio Indo, e rapidamente desenvolveram o porto para a navegação. Fundou-se um governo municipal e desenvolveu-se a infraestrutura. Novas empresas foram abertas e a população começou a aumentar rapidamente.
Com a chegada das tropas de Kumany Bahadur em 1839 deu-se lugar à fundação da nova seção, o baluarte militar. Este quartel formou as bases de cidade 'branca', na qual os hindus não estavam autorizados a entrar. A cidade branca foi modelada de acordo com o modelo das cidades industriais inglesas, nas quais os espaços residenciais e laborais eram separados, como também os espaços residenciais dos de recreio.
Carachi foi dividida em dois grandes polos: O povoado negro no noroeste, agora ampliado para dar capacidade à crescente população hindu mercantil, que compreendia o Centro Histórico, o Mercado Napier e Bunder, e o branco no sudeste, compreendendo as residências do Pessoal, o Frere Hall, a Loja Maçônica, o Clube Sind, a Casa do Governador e o Tribunal situado no bairro civil. A área de Saddar Bazaar e o Mercado Empresarial foram usados pela população branca, entretanto que o Bairro Serai servia as necessidades da população negra.

### Época republicana
Antes da Partilha da Índia, em 1947, Carachi era habitada principalmente por hindus, persas, muçulmanos,goeses (hindus e cristãos de influência portuguesa) e sidis. Estes últimos são descendentes de africanos que foram trazidos para o subcontinente indiano como escravos, no século XVIII.
Quando o Paquistão se converteu em uma nova república em 1947, Carachi já era uma metrópole intensa com charmosos edifícios de estilo clássico e colonial europeu. Carachi foi eleita como a capital do Paquistão, que nessa época incluía também ao estado moderno de Bangladexe, ou Paquistão Oriental.
Logo após a partilha, 440 000 hindus abandonaram Carachi, mas a cidade recebeu então cerca de 1,2 milhões de moajires, imigrantes da Índia, que acudiram ao chamado de Muhammad Ali Jinnah de formar uma nação muçulmana. Estes imigrantes expandiram drasticamente a população da cidade, e transformaram a demografia e a economia. No entanto, os moajires não foram bem recebidos por membros dos panjabes, pachtuns e sindis; que os acusaram de ser invasores.
Em 1958 perdeu seu estatuto de capital face a Rawalpindi, que, por sua vez, foi sucedida pela nova capital Islamabade em 1960. Isto marcou o começo de um longo período de declínio na cidade, marcado por uma ausência de desenvolvimento. Entre as décadas de 1980 e 1990 Carachi foi o principal receptor de influxo de refugiados afegãos, que escaparam de seu país logo após a União Soviética o invadiu. A cidade recebeu também um pequeno número de refugiados que escapavam do Irã. Os mujahidin afegãos utilizaram o porto de Carachi para exportar heroína, que era uma das principais fontes de financiamento na guerra. A cidade também serviu para o tráfico de armas para o Afeganistão.
Na atualidade, o rechaço contra os moajires continua sendo latente na cidade, mas estes têm conseguido obter uma posição estável logo de levar a cabo uma série de guerras étnicas em inícios da década de 1990. Sob a liderança de Altaf Hussain, os moajires assassinaram membros de grupos opostos por cada assassinato de um de seus membros, e organizaram células de tortura.
Em maio de 2007, opositores ao governo de Movimento Mutaihda Qaumi protagonizaram uma série de protestas que foram respondidas de forma violenta por moajires. Más de 41 pessoas morreram nestes distúrbios políticos.
Em 18 de outubro de 2007, Carachi foi cenário de um atentado fatal contra Benazir Bhutto, que participava em uma concentração de bem-vinda logo após regressar de seu auto-exílio. Benazir Bhutto sobreviveu, mas 85 pessoas que a acompanhavam morreram, e outras 75 foram seriamente feridas. Bhutto seria assassinada apenas uma semana depois.
Sendo dada a um crescimento enorme na sua população, Carachi encontra hoje muitos problemas comuns a outras cidades em desenvolvimento:: superpopulação, desemprego, problemas de trânsito, poluição, criminalidade e conflitos étnicos. Um outro problema grave é a disparidade enorme entre os mais ricos e os mais pobres. A imensa dimensão de Carachi atrai também terroristas financiados pela Al-Qaida e outras organizações a esta ligadas, contra interesses estrangeiros e contra o estado paquistanês. Famosos terroristas foram presos em Carachi, como Ramzi Binalshibh, tesoureiro da Al-Qaida e detidos em Guantanamo.
Os pobres vivem nos limites da cidade, sendo ainda segregados tribalmente. A vida nestes guetos habitualmente é regida pelos clérigos de caráter fundamentalista, e se acostume a aplicar a lei alcorânica. Em muitos destes lugares a televisão está proibida e as mulheres devem usar a burcas. Os ricos vivem nos subúrbios Defence e Clifton, localizados ao largo da costa, e praticam um estilo de vida mais ocidental. Estes bairros contam com muita vigilância, e a violência tribal dificilmente se manifesta ali.
Hoje Carachi continua sendo um importante centro financeiro e industrial e é responsável da maioria do comércio de ultramar de Paquistão e os países da Ásia Central. Representa 68% de PIB do Paquistão, e se estima que três mil pessoas se mudam diariamente para a cidade.

## Governo
A Ata Municipal da Cidade de Carachi foi promulgada em 1933. Em princípio, a corporação municipal compreendia o presidente do município, o vice-prefeito e 57 conselheiros. A corporação municipal de Carachi foi mudada a uma Corporação Metropolitana em 1976. A área administrativa de Carachi era uma subdivisão de segundo nível conhecida como Divisão de Carachi, que, a sua vez, foi subdividida em cinco distritos: Carachi Central, Leste, Sul, Oeste e Malir. No ano 2000, o governo nacional pós em prática um plano que aboliu as subdivisões da cidade e os distritos se fusionaram em um novo Distrito de Cidade, estruturado em uma federação de três níveis com os mais baixos compostos de 18 cidades e 178 conselhos sindicais. Cada uma das 18 cidades conta com seu próprio conselho e é governada por um Nazim. As cidades são:
| - Baldía - Bin Qasim - Gadap - Gulberg - Gulshan - Jamshed | - Kemari - Korangi - Landhi - Liaquatabad - Lyari - Malir | - New Karachi - North Nazimabad - Orangi - Saddar - Shah Faisal |

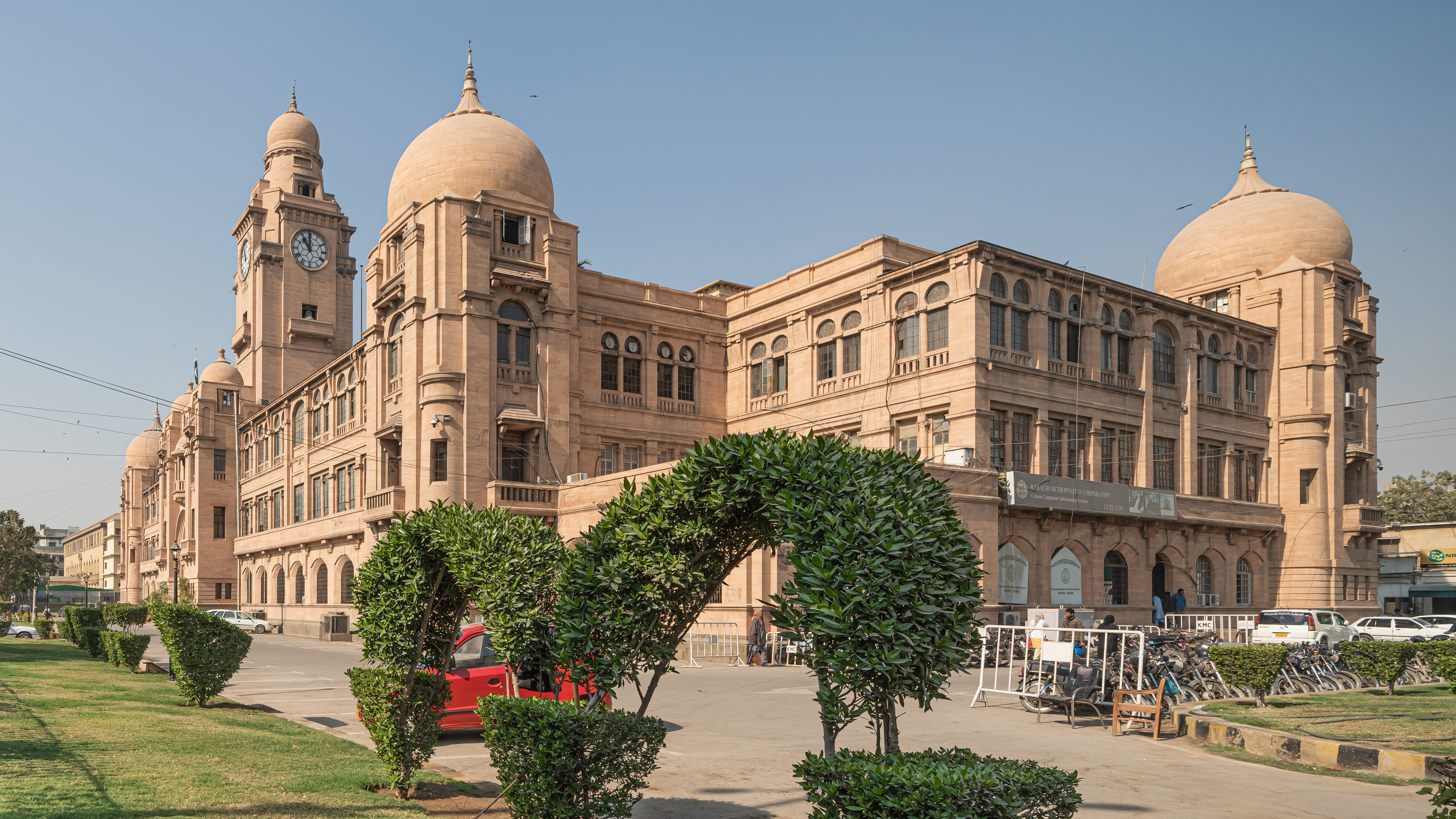
Edifício da Corporação Municipal de Carachi

Estas cidades estão governadas por administrações municipais eleitas responsáveis das infraestruturas, a planificação do espaço y os serviços municipais (água, saúde, mantimento de vias públicas, parques ou alumbrado), ainda o Governo do Distrito da Cidade retém algumas funções. O terceiro nível dos 178 conselhos sindicais estão compostos cada um de treze membros elegidos diretamente incluindo um Nazim (alcaide) e um Naib Nazim (tenente de alcaide). O Nazim dos conselhos sindicais encabeça a administração sindical e é responsável de facilitar ao Governo do Distrito da Cidade o planejamento e execução dos serviços municipais, assim como para informar as autoridades superiores das preocupações dos cidadãos e suas reclamações.

## Problemas sociais e administrativos

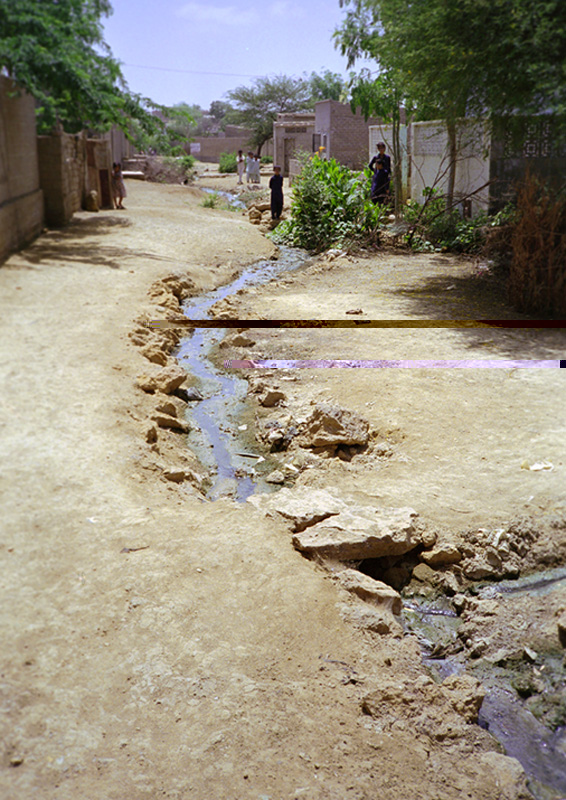
Esgoto a céu aberto em Carachi

Em 2002, Carachi se converteu na cidade paquistanesa com a cifra mais alta de assassinatos, ao reportar-se 555 homicídios esse ano. Devido aos conflitos étnicos, religiosos e tribais, o negócio dos sicários prospera nesta cidade. Os imigrantes moajires costumam enfrentar os pachtuns, balúchis e sindis. Também ocorrem confrontos entre os extremistas sunitas e xiitas. Carachi tem servido de base para diversos grupos extremistas como a Al-Qaida, e em abril de 2003 foram presos paquistaneses em vários pontos da cidade com uns 600 kg de explosivos no total.
Além disso, a cidade apresenta vários problemas de corrupção e burocracia. Existe um mercado negro de água potável que envolve vários funcionários governamentais e membros da polícia. Também há registo de casos de abuso de poder ou tráfico de influências no Mercado de Valores de Carachi, onde por vezes funcionários corruptos têm modificado as regras para forçar a bancarrota de várias empresas de corretagem. O sistema judicial também é corrupto, e é pago com subornos a juízes, testemunhas e até fiscais. Os departamentos de polícia só contam com uma baixa dotação financeira, pelo que os oficiais costumam praticar a extorsão. A luta contra a delinquência só ocupa um lugar secundário entre as suas atividades.
Um proeminente comunicador social da cidade, Tariq Amin, já tenha descrito:

## Demografia
A maioria da população da cidade é jovem; 37,7% dos habitantes têm menos de 15 anos. Os maiores de 50 anos são unicamente 4,4% da população.
Os muçulmanos são 96,45% do total.
A língua mais comum em Carachi é o urdu, a língua oficial no Paquistão. No entanto, o sindi, o panjabe, o pashtun e o balúchi são também significativamente usados na cidade. Segundo o censo paquistanês de 1998, a distribuição linguística da cidade é:
- Urdu: 48,52%
- Panjabe: 13,94%
- Pachto: 11,42%
- Sindi: 7,22%
- Balúchi: 4,34%
- Seraiki: 2,11%
- Outras: 12,44%

Outras línguas faladas são a guzerate e a memoni; entre as minoritárias pode-se destacar a dari, a brahui, a macrani, a hindko, a khowar, a burushaski, a árabe, a persa e a bengali.
Os moajires representam quase a metade da população de Carachi. Os pashtuns e os panjabes representam, cada um, mais de um décimo do total.

## Economia

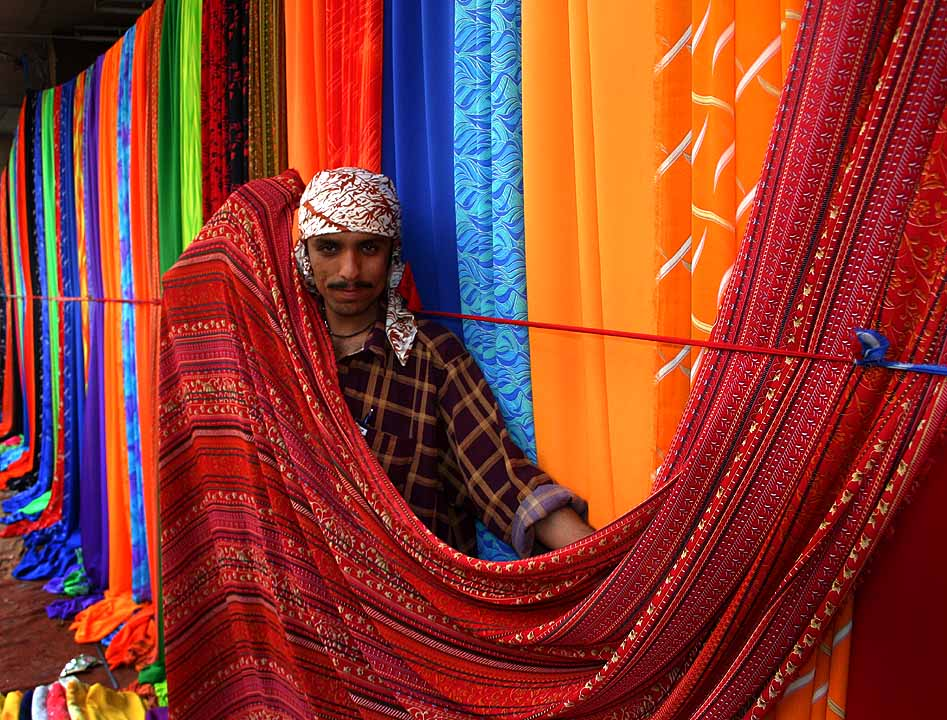
Mercador em Carachi

Carachi é a capital financeira e comercial do Paquistão. Gera em 72% do total de investimentos nacionais (impostos federais e provinciais e alfândegas), ainda uma grande parte de esta quantidade se contabiliza como contribuição dos impostos indiretos. Carachi produz cerca de 60% do valor adicional na fabricação a grande escala e 55% do PIB de Paquistão. Em fevereiro de 2007, o Banco Mundial identificou Carachi como cidade amiga para os negócios em Paquistão.
Carachi é o centro nevrálgico da economia do país. O estancamento econômico devido à anarquia política, lutas étnicas e a conseguinte operação militar de finais da década de 1980 e início da década seguinte conduziu a um fluxo de saída da indústria de Carachi. Apesar desta grave crise, a cidade tem o maior ingresso per capita da Ásia Meridional, com um PIB per capita superior a 8 000 dólares atuais.
A maior parte dos bancos públicos e privados de Paquistão tem sua sede em Carachi, concretamente em Ibrahim Ismail Chundrigar (zona financeira da cidade), ao igual que a maioria das principais empresas multinacionais estrangeiras que operam no país. A Bolsa de Carachi é a maior bolsa de valores do Paquistão, e é considerada por muitos economistas como uma das principais razões que impulsionou 8% de crescimento do PIB em 2005. No obstante, em julho de 2008, a Bolsa foi assaltada por uma multidão enfurecida; logo de que os administradores da mesma se negaram a suspender as operações logo após haver experimentado duas semanas consecutivas de fortes quedas.
Durante a década de 1960, Carachi foi vista como modelo econômico a seguir em todo o mundo e foi elogiada pela maneira em que sua economia estava progredindo. Muitos países trataram de estimular a estratégia de planejamento econômico paquistanês e uma delas, Coreia do Sul, copiou o segundo "Plano Quinquenal" e o Centro Financeiro Mundial em Seul, que foram desenhados e modelados após os de Carachi.
Recentemente, Carachi tem assumido uma clara expansão da tecnologia da informação e da comunicação e dos meios eletrônicos, e se tem convertido no centro de subcontratações de software de Paquistão. As centrais de atendimento para empresas estrangeiras têm sido objeto de uma importante área de crescimento, com o governo realizando esforços para reduzir os impostos cerca de 10% com o intuito de obter investimentos estrangeiros no setor das tecnologias da informação.

## Cultura

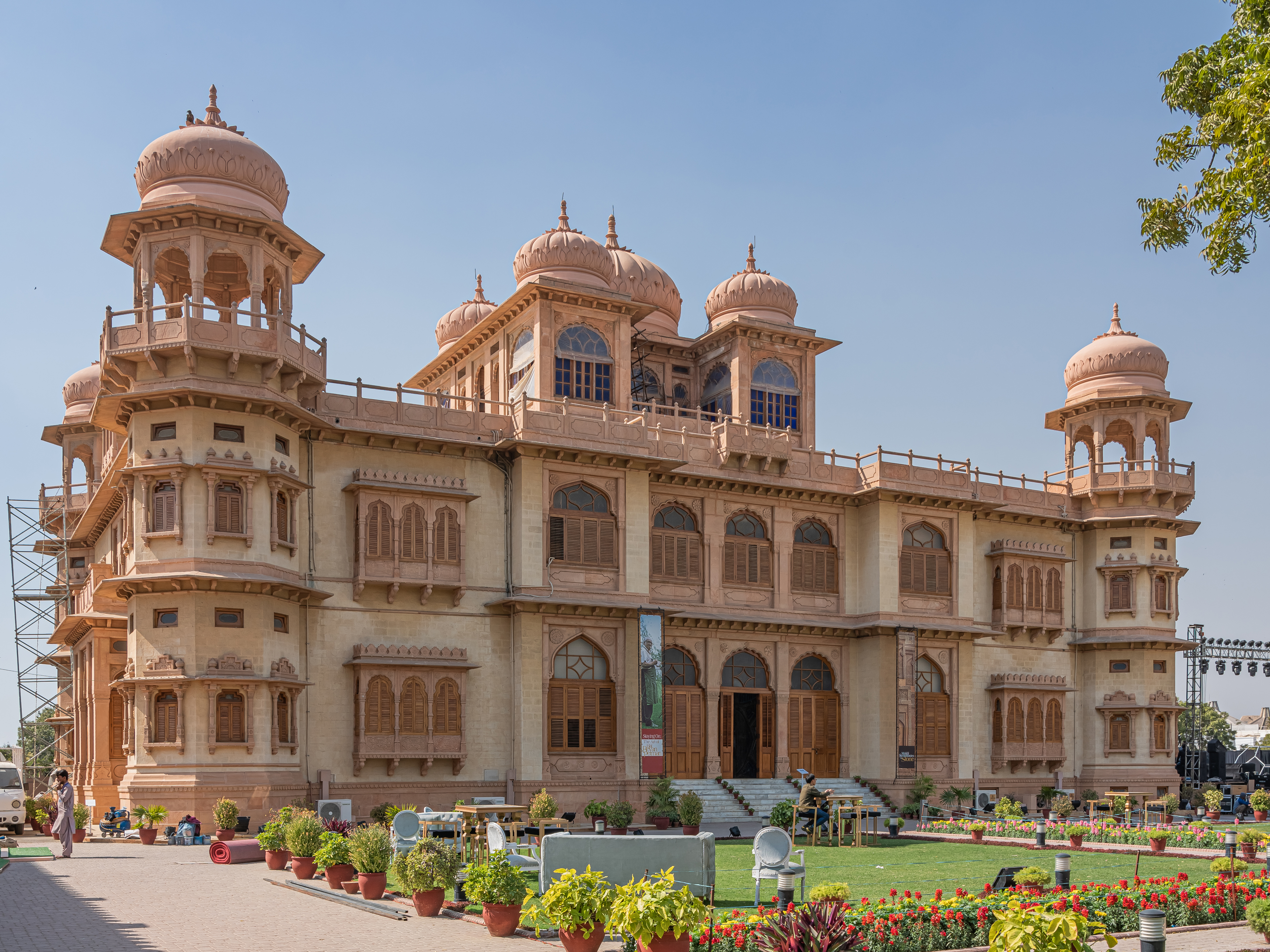
Mohatta Palace Museum de Carachi

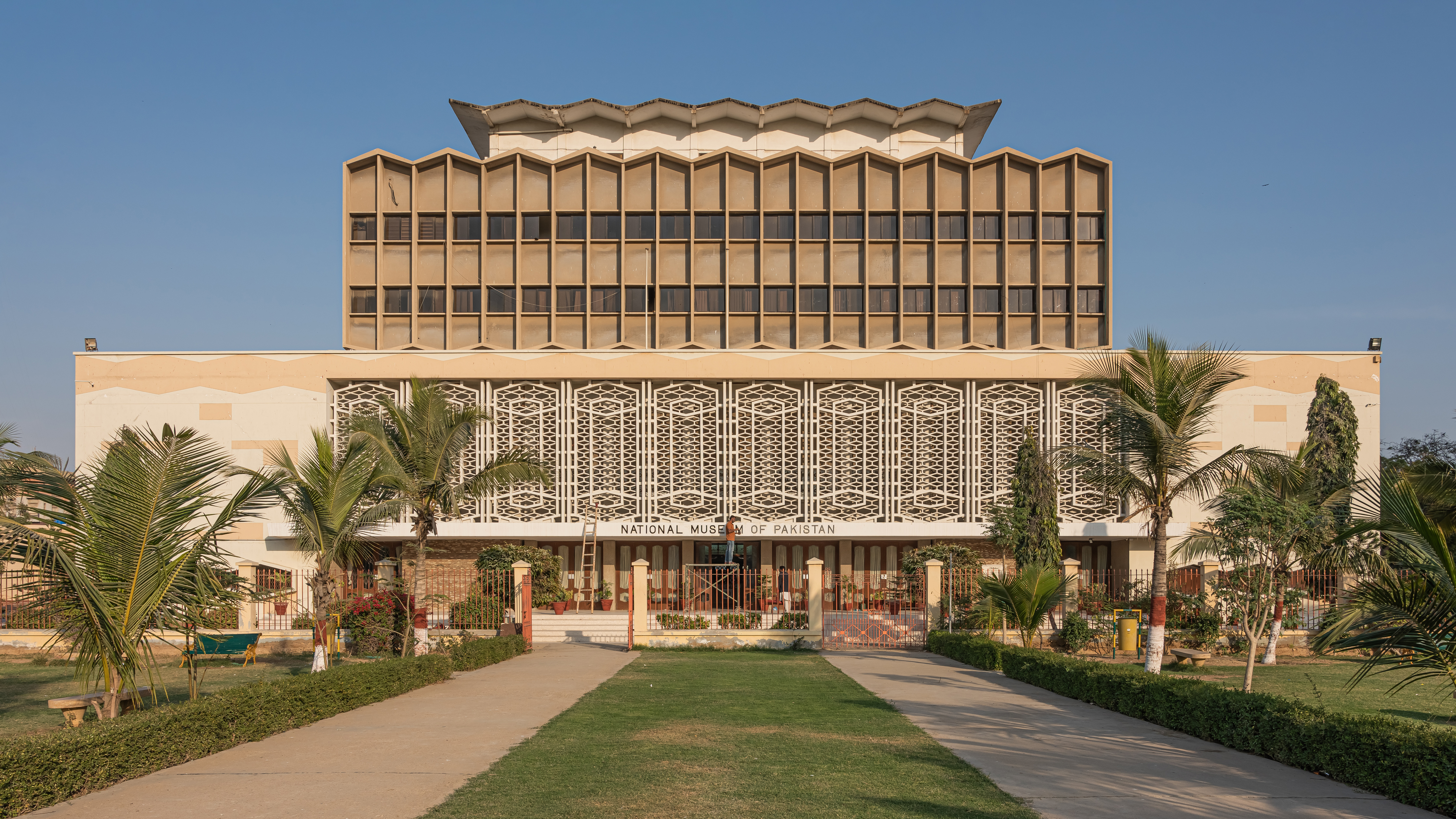
Museu Nacional do Paquistão

Carachi acolhe algumas das instituições culturais mais importantes de Paquistão. A Academia Nacional de Artes Cênicas, situada no edifício Hindu Gymkhana, recentemente renovado e oferece cursos de dois anos em artes cênicas que inclui música clássica e teatro contemporâneo. O All Pakistan Music Conference, vinculado a instituição similar em Laore, leva celebrando o Festival Anual de Música desde 2004. O Festival é uma das grandes atrações da cidade e acodem ao evento cerca de 3 000 cidadãos de Carachi e de outras cidades. O Festival Internacional de Cinema de Carachi é outro dos festivais mais prestigiosos da cidade.
Carachi conta, também, com vários museus. O Mohatta Palace Museum é um luxuoso palácio construído por Shivratan Chandraratan Mohatta, um rico homem de negócios hindu, em 1927 como lugar para sua residência fixa. O Museu Nacional do Paquistão é o outro grande museu da cidade. Localizado no Frere Hall e fundado em 1950, substituiu ao antigo Museu Victoria. O museu tem uma coleção de 58 000 moedas antigas e centenas de esculturas bem conservadas. Cerca de 70 000 publicações, livros e muito material de leitura do Departamento de Arqueologia e Museus que foram trasladadas do Museu Nacional. O Karachi Expo Centre celebra muitas exibições regionais e internacionais.
Tal como o resto do país, a cidade de Carachi é uma mistura de distintos grupos étnicos, como sindis, balúchis, macranis e guzerates. Em 1947 a maior parte da população hindu da cidade foi expulsa, o que se converteria na maior migração humana da Historia.
Os imigrantes que os substituíram foram hindus de língua urdu. Após a independência do Paquistão, o auge econômico da cidade tem atraído milhões de paquistaneses do resto do estado: punjabis, pashtunes (devido a guerra no Afeganistão e bengalis (após a secessão do Bangladexe). Existem também pequenas comunidades procedentes de Birmânia e da África.

### Monumentos
O monumento mais conhecido de Carachi é sem dúvida o mausoléu de Muhammad Ali Jinnah. Outros lugares a visitar são o Masjid E Tooba, Frere Hall, Clifton Beach, o museu Mohatta, o museu da Força Aérea Paquistanesa, a Wazir Mansion, entre outros.

## Geografia

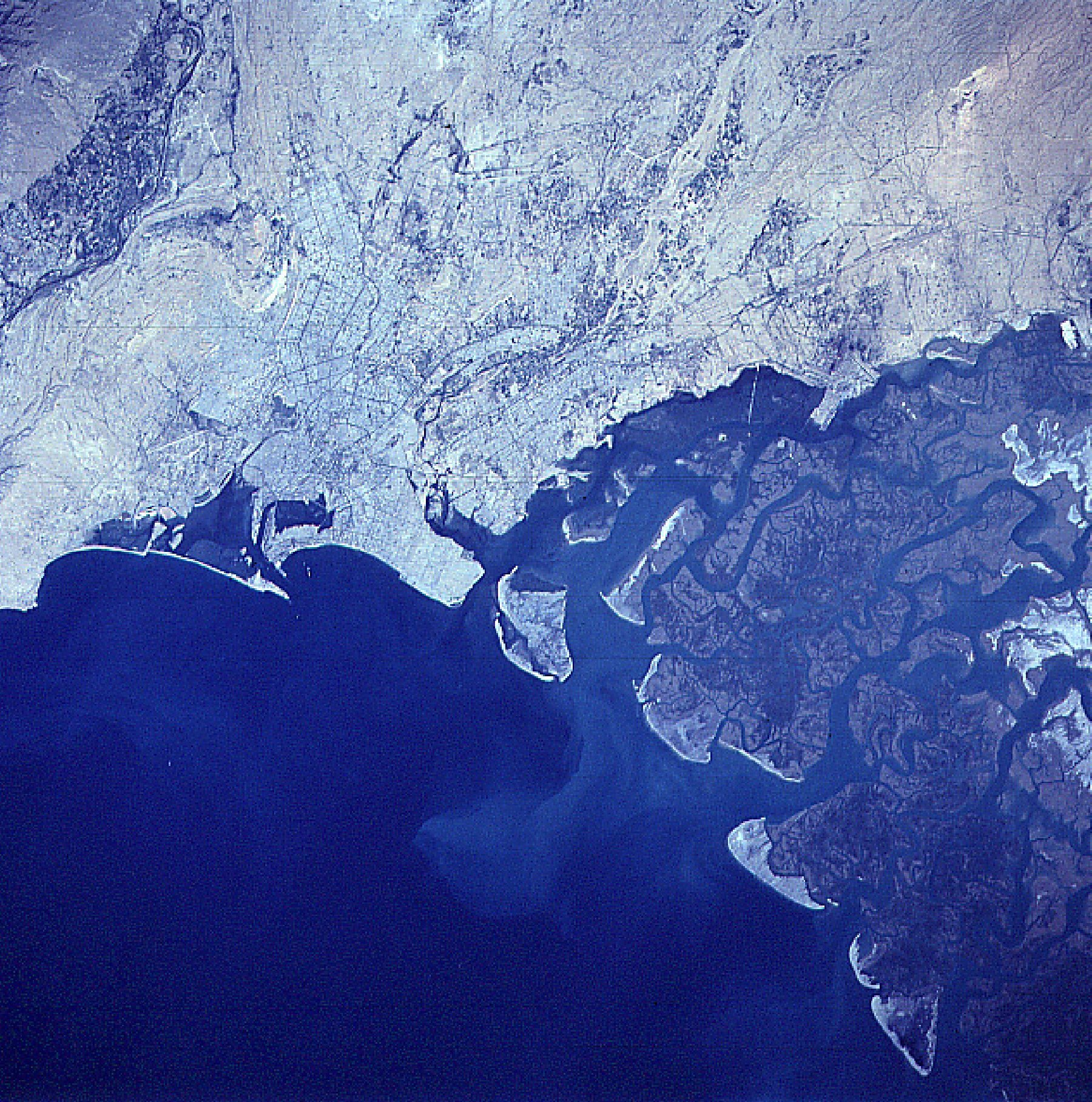
Carachi, imagem de satélite

Carachi está a uma latitude de 24°51' Norte e uma longitude de 67° 2' Este. Sua área metropolitana chega ao estuário do rio Indo. A cidade abrange uma área de 3 527 km².
Assentada sobre uma zona baixa formada por depósitos de aluvião, seus bairros externos se tem entendido por zonas de colinas. É atravessada por dois rios principais: o rio Malir é o rio Liari. O porto da cidade está numa baía protegida das tormentas pelas ilhas Kiamari e Manora. A costa está formada por praias de areia.

### Clima
Carachi desfruta de invernos suaves e muito calorosos verões, no entanto, ao situar-se na costa a cidade experimenta uma elevada umidade. A cidade recebe uma média de precipitação de 250 mm/ano, que é contribuída principalmente pelas chuvas monçônicas. Devido a que as temperaturas do verão oscilam entre 30 a 40 °C, em alguns casos podem chegar aos 50 °C, entre os meses de abril e agosto, se consideram aos meses de inverno, de novembro a fevereiro, como o melhores para visitar a cidade. Dezembro e janeiro são os meses mais populares para desenvolver eventos sociais e durante os quais chegam à cidade a maioria de visitantes e turistas.
| Temperaturas em Carachi | Janeiro | Fevereiro | Março | Abril | Maio  | Junho | Julho | Agosto | Setembro | Outubro | Novembro | Dezembro |
| Alta (média) (em °C)    | 25      | 26        | 29    | 35    | 35-40 | 35-40 | 33    | 31     | 31       | 38-42   | 31       | 27       |
| Baixa (média) (em °C)   | 13      | 14        | 19    | 23    | 26    | 28    | 27    | 26     | 25       | 30      | 18       | 14       |

## Educação
A educação em Carachi está dividida em cinco níveis: A educação primária (de 1.° a 5.°), a escola média (de 6.° a 8.°), a escola superior (9.° e 10.°) e a intermédia (de 10.° a 12.°), após o qual se acessa ao Certificado da Escola Secundária Superior. Os programas universitários contam também com carreiras de graduação e pós-graduados.
O Paquistão tem tanto instituições públicas como privadas desde o nível primário até ao universitário. A maioria dos institutos compreende todas as modalidades desde a primária até à universitária.
A escola mais famosa e prestigiosa de Paquistão se localiza na cidade: é a Escola Gramática de Carachi. É a mais antiga do país e tem educado muitos dos políticos e homens de negócios paquistaneses.
A Escola Superior Narayan Jagannath, localizada em Carachi, foi a primeira escola governamental estabelecida em Sinde. Foi aberta em outubro de 1855. Carachi tem célebres institutos educação de renome internacional. A maioria das universidades estão consideradas entre as primeiras de Paquistão.
A Universidade de Carachi, abreviada KU, é a maior universidade no Paquistão, possuindo uma das maiores quantidade de faculdades no mundo. Casualmente se encontra ao lado da Universidade NED, o instituto de engenharia mais antigo de Paquistão. Carachi é também a sede do Instituto de Administração de Negócios (IBA), fundado em 1955, esta é a escola de negócios mais antiga fora da América do Norte, um antigo graduado deste instituto é o primeiro-ministro, Shaukat Aziz. O Liceu de Engenharia Naval do Paquistão (PNEC), parte da Universidade Nacional de Ciências e Tecnologia (NUST) instrui a seus alunos em vários ramos da engenharia, como engenharia elétrica ou engenharia mecânica. A cidade é sede por sua vez do Quartel general do Instituto de Contadores Públicos do Paquistão, o mais prestigioso instituto formador nesta disciplina do país. O instituto foi estabelecido em 1961 e tem se tem graduado desde então mais de 5000 alunos.
Algumas das escolas de medicina mais importantes do Paquistão, como a Universidade Aga Cã e a Universidade Dow de Ciências da Saúde, possuem seus campi em Carachi .

## Transporte

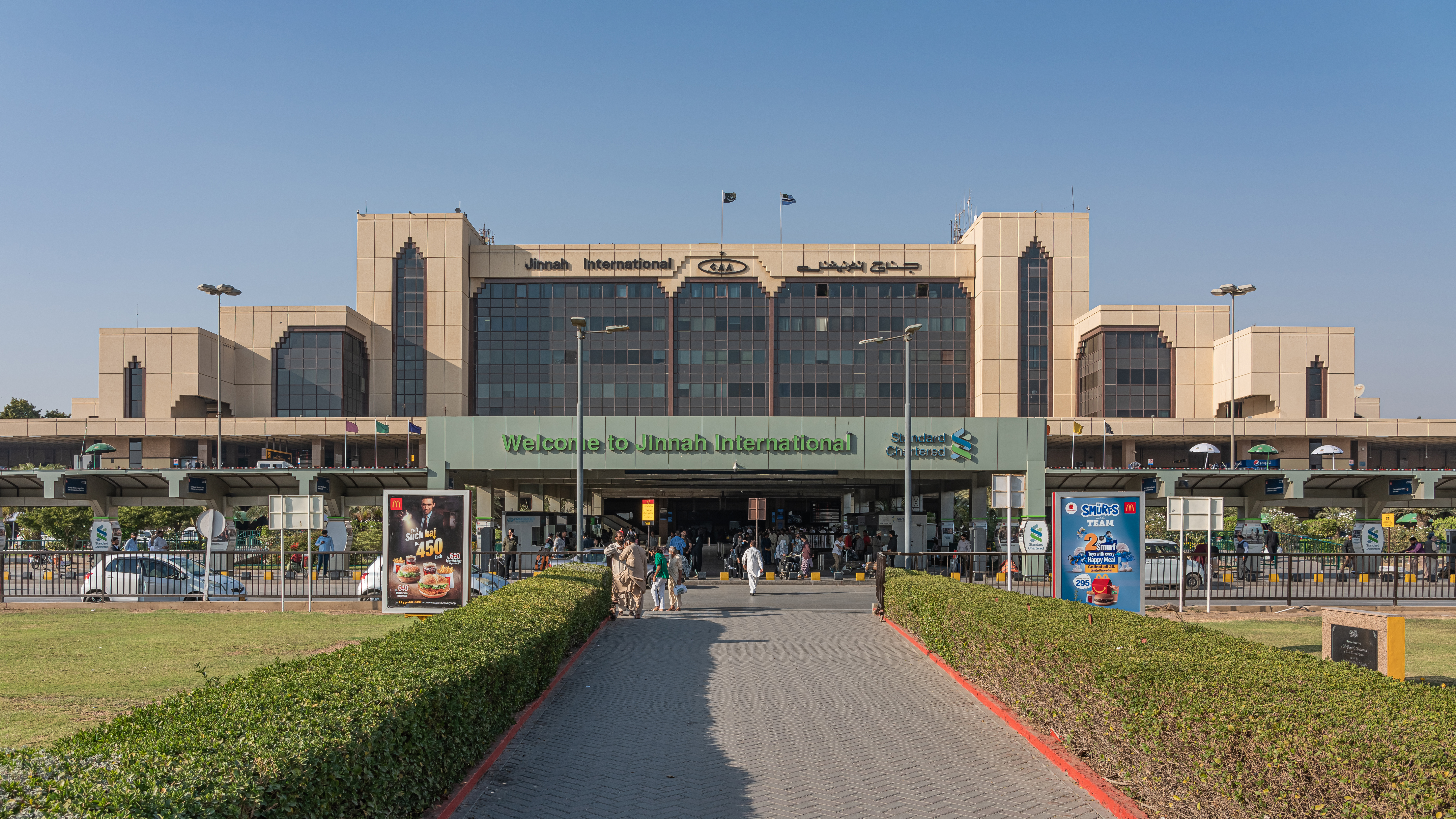
Aeroporto Internacional Jinnah

A cidade de Carachi conta com os serviços do Aeroporto Internacional Jinnah, anteriormente conhecido como Aeroporto Internacional Quaid-e-Azam. Trata-se do maior aeroporto comercial do país e tem um tráfico de uns dez milhões de passageiros cada ano. É o aeroporto de Paquistão com mais companhias aéreas estrangeiras, 35, a maioria proveniente do Oriente Próximo e do Sudeste Asiático. As principais companhias aéreas de Paquistão usam Carachi como centro neurálgico, como Pakistan International Airlines, Airblue ou Shaheen Air International.
Os velhos terminais da cidade são usadas para voos com motivo da Hajj, escritórios comerciais, transporte de mercadorias e cerimônias com motivo de visitas de estado. Também têm sido usadas pelas Forças Armadas dos Estados Unidos como base logística. A cidade conta também com outras duas pistas de aterrissagem que são usadas pelas forças armadas.
Os maiores portos de Paquistão são o porto de Carachi e o próximo porto Muhammad Bin Qasim, construído para descongestionar o de Carachi. Ambos contam com modernas instalações e servem tanto ao próprio país como a outros da Ásia Central, como Afeganistão, que não tem costa.

Plano provisório do Metropolitano de Carachi.

Carachi está unida por ferrovia ao resto do país pela Pakistan Railways. As dos maiores estações da cidade são as de Karachi City Station e Karachi Cantonment Station. Uma grande quantidade de mercadorias que chegam a cidade via portuária são trasladadas posteriormente por ferrovia, além de permitir o transporte de passageiros. Há planos para ampliar o sistema de metropolitanos urbanos. Atualmente, a maior parte do tráfico rodado da cidade está formado por motoristas e mini-ônibus, mas há planos para construir um sistema de transporte público baseado em um trem ligeiro que descongestione as rodovias e proporcione um serviço rápido as pessoas que devem viajar a seu trabalho. Têm sido feitos estudos de viabilidade e pretende-se construir uma rede provisória.

## Esportes

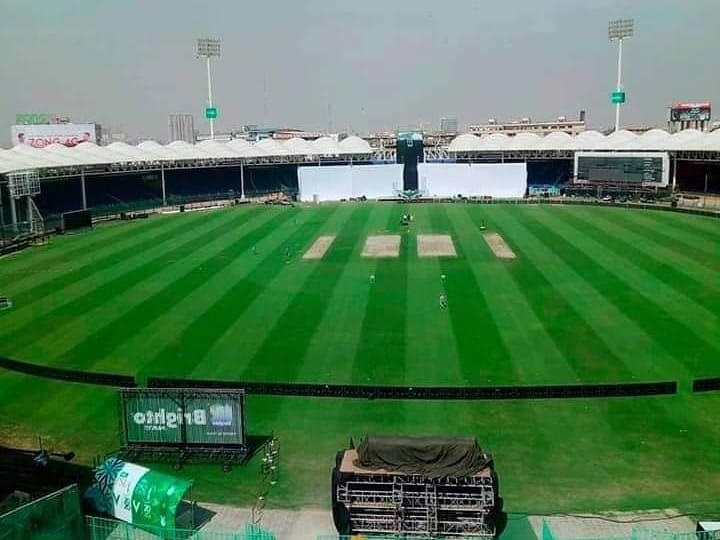
Estádio Nacional de Carachi, casa do Karachi Kings.

O Karachi Kings de críquete é o principal time da cidade, manda seus jogos no Estádio Nacional de Carachi. A história do críquete no Paquistão é anterior à criação do país em 1947. A primeira partida internacional de críquete em Carachi foi realizada em 22 de novembro de 1935 entre as equipes de críquete de Sindh e da Austrália. A partida foi vista por 5 000 espectadores. A partida inaugural no Estádio Nacional foi disputada entre o Paquistão e a Índia em 26 de fevereiro de 1955

## Cidades Irmãs
- Ilhas Maurícias Porto Luís, Maurícia (2007)[31]
- Calcutá, Índia
- Xangai, China
- Hong Kong
- Gidá, Arábia Saudita
- Tashkent, Uzbequistão
- Istambul, Turquia
- Beirute, Líbano
- Daca, Bangladexe
- Izmir, Turquia, (1985)
- Houston, Estados Unidos (2008)
- Manama, Barém
- Pristina, Cossovo (2008)
- Kuala Lumpur, Malásia (2008)

## Galeria

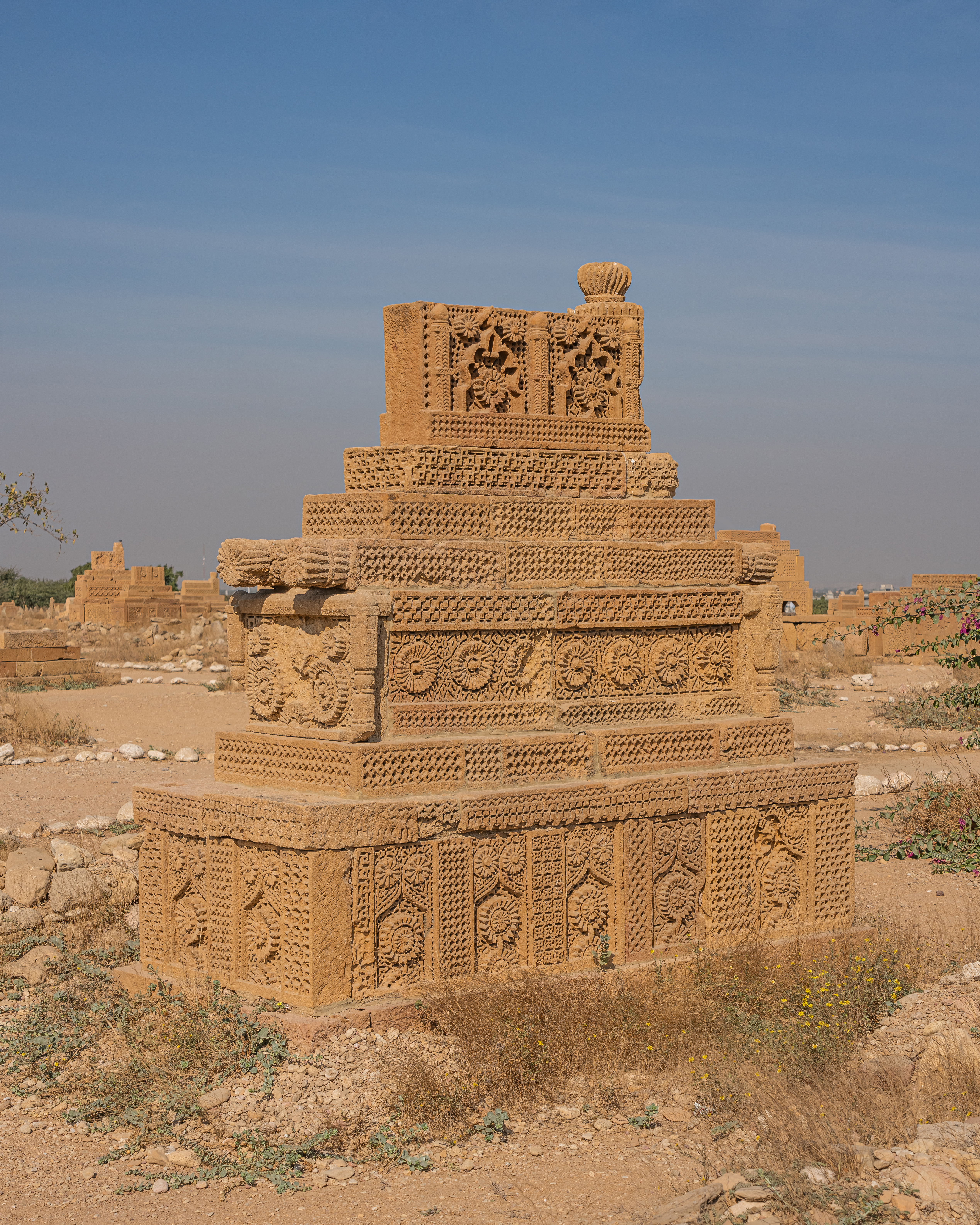
Tumbas Chaukundi
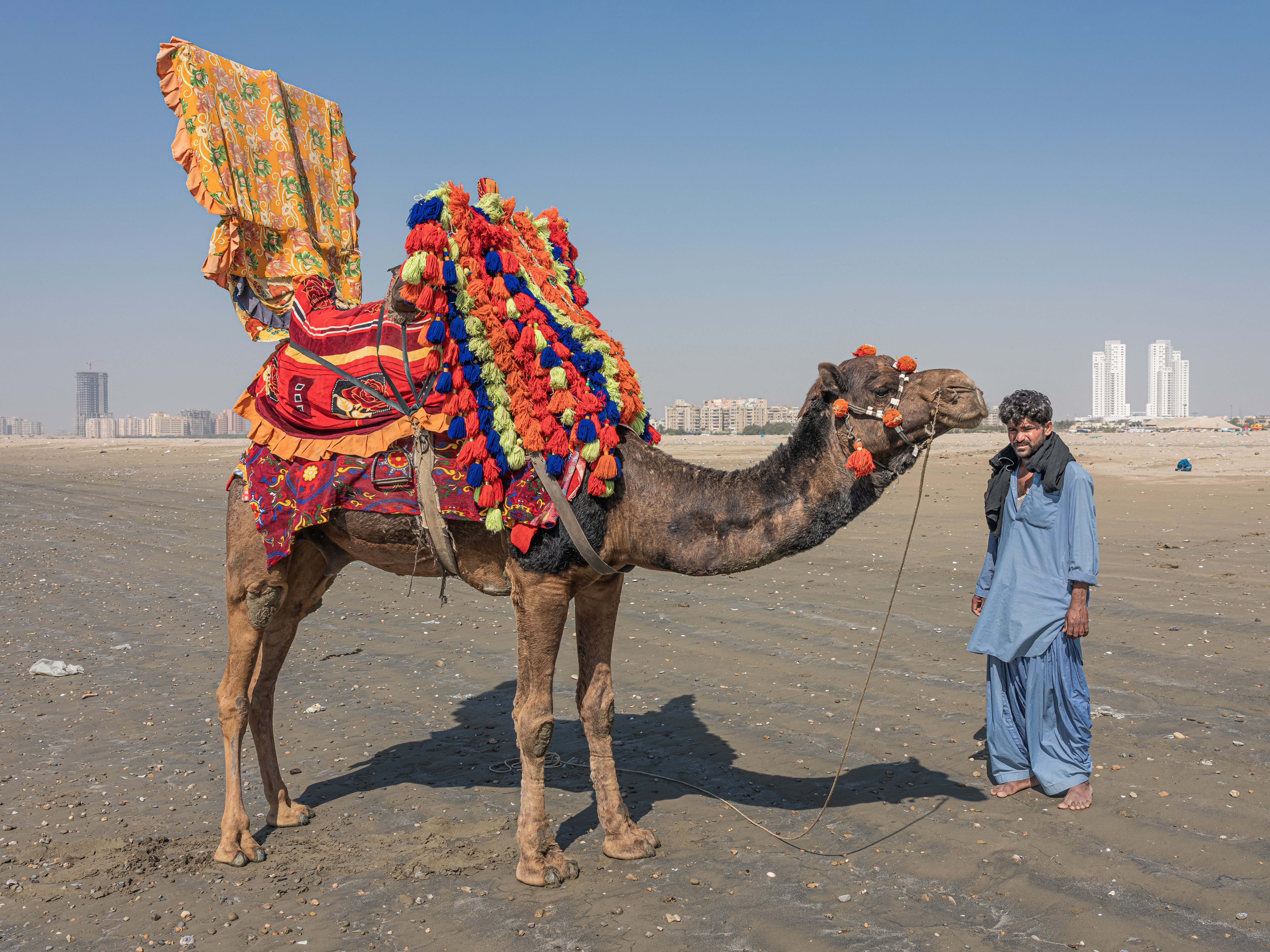
Praia de Carachi
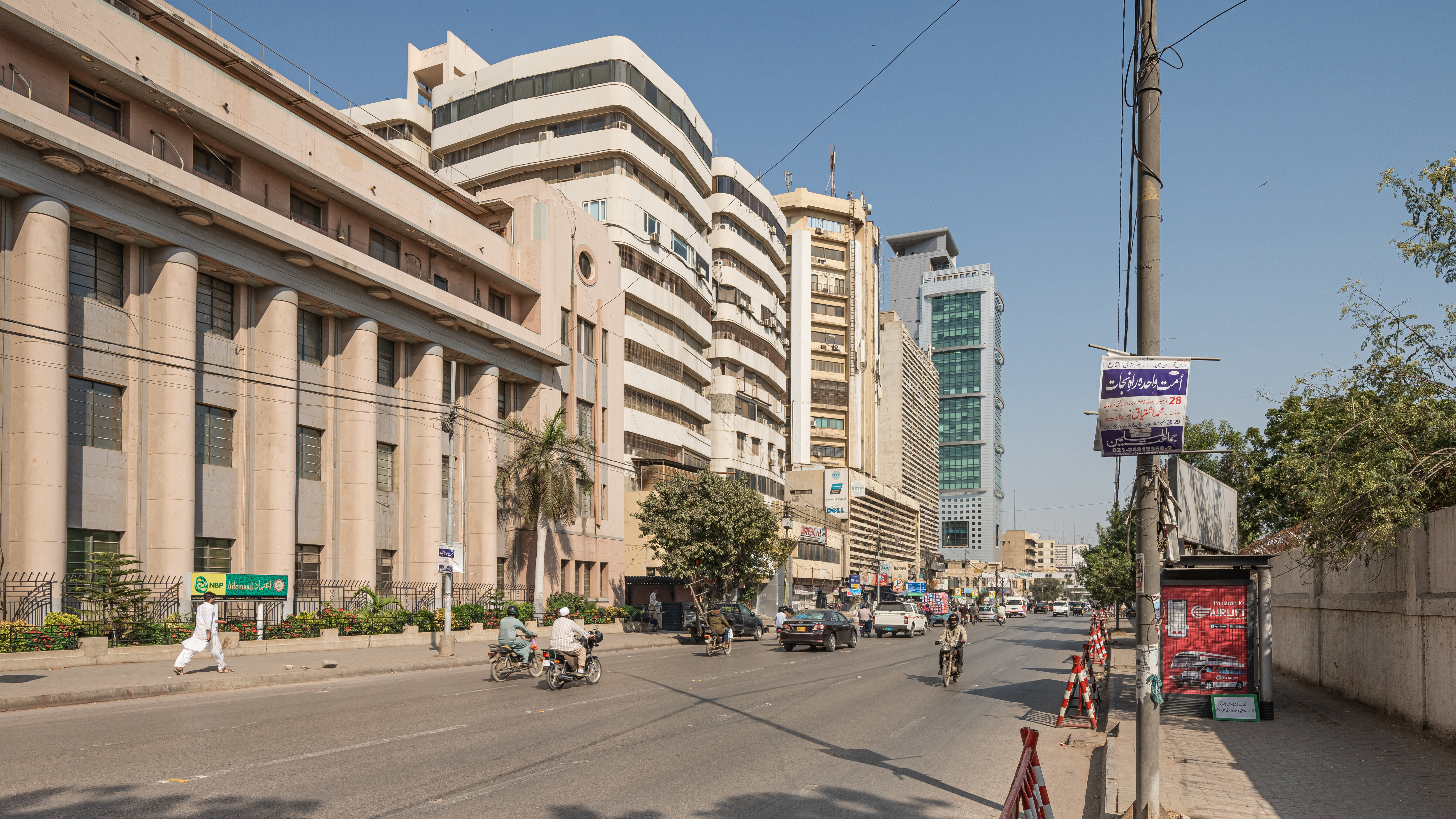
I. I. Chundrigar Road
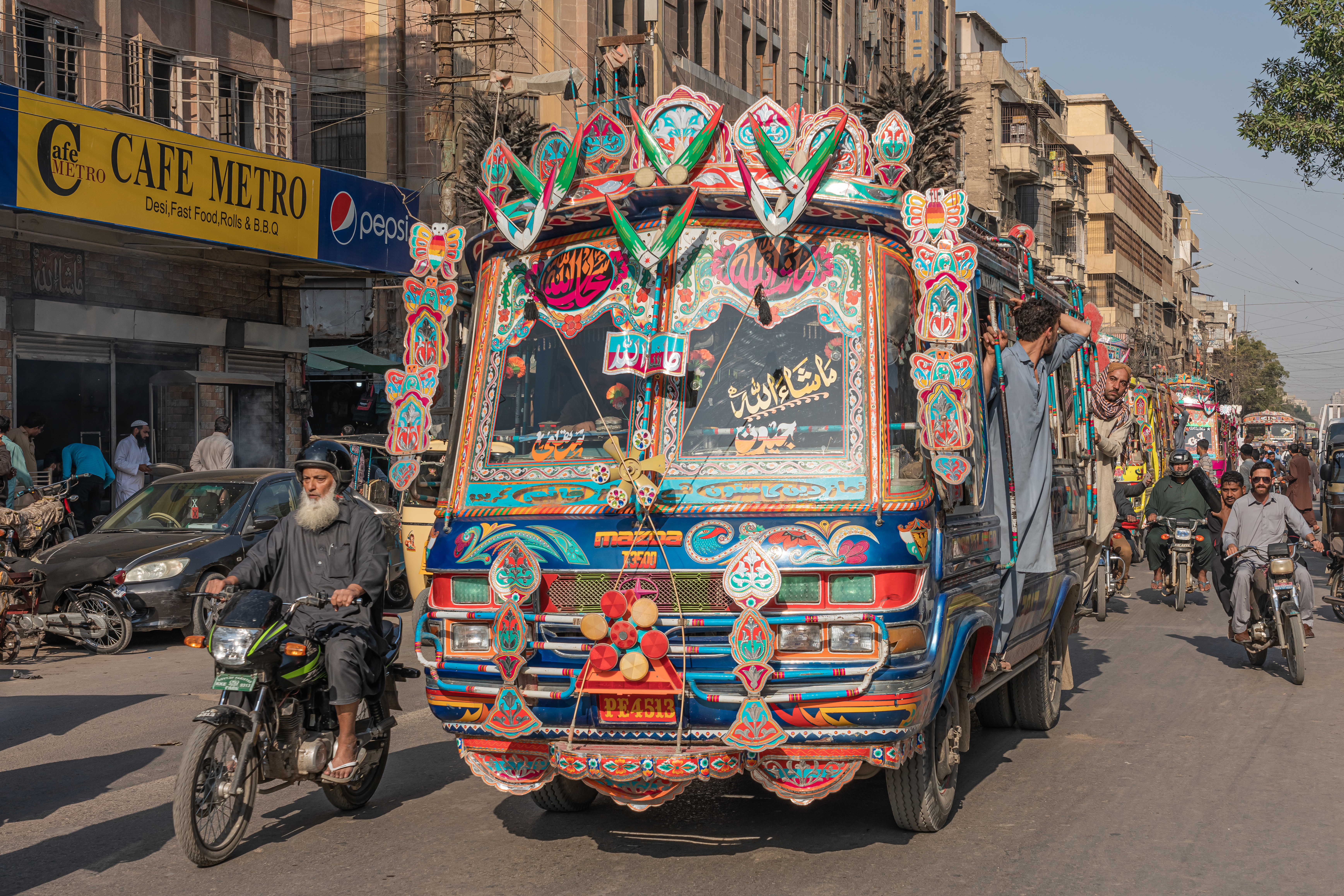
Ônibus
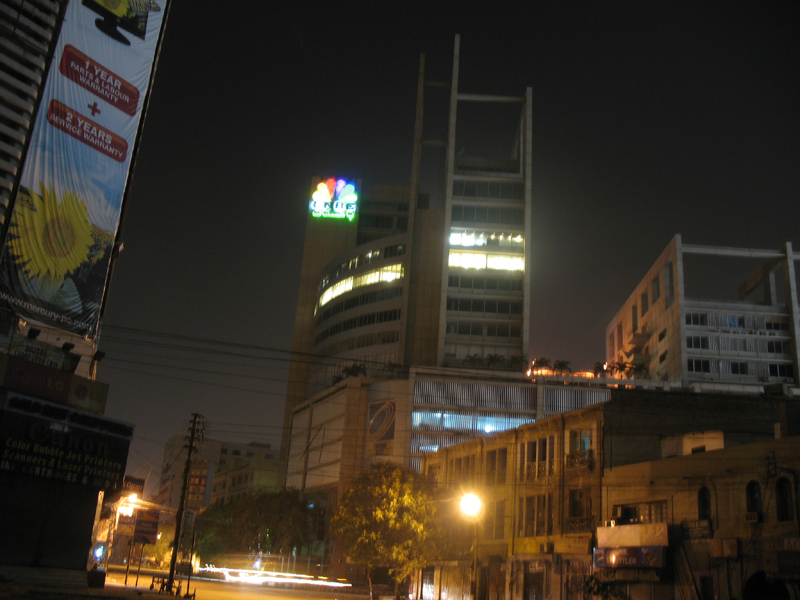
Sede da CNBC Pakistanna Techno City